# Ramalhal
Ramalhal ist ein Ort und eine Gemeinde im mittleren Portugal.

## Geschichte
Zahlreiche Funde belegen die Besiedlung zu römischer Zeit, darunter umfangreiche Münzfunde, ausgegrabene Gebäudefundamente und Haushaltsgegenstände. Auch die erhaltene Römerbrücke in Amial oder die ausgegrabene Arbeitsöfen in Vila Facaia zeugen von der römischen Präsenz.
Der heutige Ort Ramlhal entstand vermutlich im Zuge der Besiedlungspolitik während der mittelalterlichen Reconquista. So gab Portugals erster König, D. Afonso Henriques, nach der Eroberung von Tomar 1147 dieses Gebiet an die Kreuzritter, die ihn hier unterstützt hatten.
In den königlichen Registern von 1464 sind die Ortschaften Ramlhal und Amial bereits als Orte von relativer Bedeutung aufgeführt. 1561 wurde Ramalhal eine eigenständige Gemeinde, unter der Bezeichnung S. Lourenço do Tereno. Zwischen 1608 und 1656 erhielt die Gemeinde die Bezeichnung S. Lourenço do Ramalhal, die später auf das heutige Ramalhal verkürzt wurde.
Mit Eröffnung der Bahnstrecke Linha do Oeste 1887 erhielt Ramalhal Anschluss an das Eisenbahnnetz, was die wirtschaftliche Entwicklung deutlich beflügelte. Es entwickelte sich die bis heute hier präsente Tonkeramikindustrie, neben der Holzkohleherstellung und der ebenfalls bis heute bestehenden Nahrungsmittelindustrie. Der Bahnhof von Ramalhal steht heute unter Denkmalschutz.

## Verwaltung
Ramalhal ist Sitz einer gleichnamigen Gemeinde (Freguesia) im Kreis (Concelho) von Torres Vedras im Distrikt Lissabon. In ihr leben 3631 Einwohner auf einer Fläche von 37 km² (Stand 19. April 2021).
Folgende Ortschaften liegen in der Gemeinde:
- Abrunheira
- Ameal (auch Amial)
- Casais Larana
- Ramalhal
- Vila Facaia